# Olympische Sommerspiele 1960/Teilnehmer (Liechtenstein)
| Gelbes Symbol für Goldmedaillen mit stilisierten Olympischen Ringen | Graues Symbol für Silbermedaillen mit stilisierten Olympischen Ringen | Braundes Symbol für Bronzemedaillen mit stilisierten Olympischen Ringen |
| ------------------------------------------------------------------- | --------------------------------------------------------------------- | ----------------------------------------------------------------------- |
| —                                                                   | —                                                                     | —                                                                       |

Liechtenstein nahm an den Olympischen Sommerspielen 1960 in der italienischen Hauptstadt Rom mit fünf männlichen Athleten teil. 
Seit 1936 war es die vierte Teilnahme Liechtensteins an Olympischen Sommerspielen. 1956 hatte man aus Kostengründen noch auf eine Teilnahme verzichtet.

## Teilnehmer nach Sportarten

### Leichtathletik
- Egon Oehri
- Alois Büchel

### Radsport
- Adolf Heeb

### Schiessen
- Gustav Kaufmann
- Quido Wolf